# Stadio di Fès
Lo stadio di Fès (in arabo : المركب الرياضي لفاس), situato nel  Complesso sportivo di Fès, è uno stadio polivalente della città di Fès, in Marocco, usato principalmente per le partite di calcio. Ospita le gare casalinghe del Maghreb de Fes, del Wydad de Fes e occasionalmente della nazionale marocchina. Ha una capienza di 45 000 spettatori.
Costruito a partire dal 2003, è stato inaugurato il 25 novembre 2007 ospitando la finale della Coppa di Marocco tra FAR Rabat e Rachad Bernoussi.